# Paradox Interactive

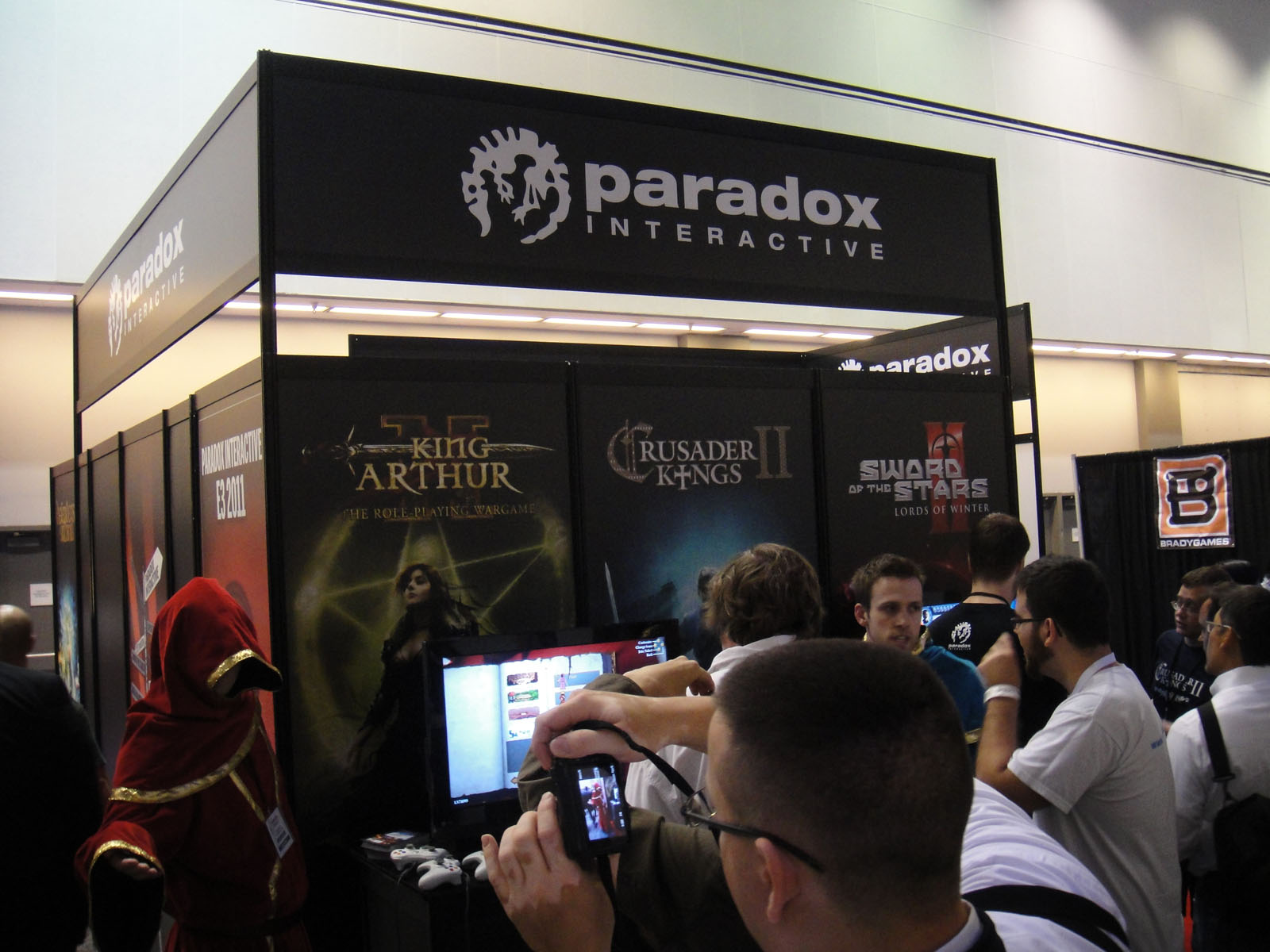
Stand van Paradox Interactive op een beurs in 2011

Paradox Interactive (voorheen onderdeel van Paradox Entertainment) is een Zweeds computerspeluitgever. Het publiceert zowel haar eigen spellen, ontwikkeld door Paradox Development Studio, als spellen ontwikkeld door derden. 

## Spellen uitgegeven door Paradox Interactive
| Release | Titel                                        | Ontwikkelaar                                      | Platform                                                |
| ------- | -------------------------------------------- | ------------------------------------------------- | ------------------------------------------------------- |
| 2000    | Airfix Dogfighter                            | Unique Development Studios, Paradox Entertainment | Windows                                                 |
| 2000    | Europa Universalis                           | Paradox Development Studio                        | Windows                                                 |
| 2000    | Majesty: The Fantasy Kingdom Sim             | Cyberlore Studios                                 | Windows                                                 |
| 2000    | Dragonfire: The Well of Souls                | ComputerHouse GBG, Target Games Interactive       | Windows                                                 |
| 2001    | Europa Universalis II                        | Paradox Development Studio                        | Windows                                                 |
| 2002    | Legion                                       | Strategy First                                    | Windows                                                 |
| 2002    | Hearts of Iron                               | Paradox Development Studio                        | Windows                                                 |
| 2003    | Chariots of War                              | Slitherine Software, Paradox Interactive          | Windows                                                 |
| 2003    | Victoria                                     | Paradox Interactive                               | Windows                                                 |
| 2003    | Crown of the North                           | Paradox Interactive                               | Windows                                                 |
| 2003    | Valhalla Chronicles                          | Big City Games                                    | Windows                                                 |
| 2004    | Two Thrones                                  | Paradox Entertainment                             | Windows                                                 |
| 2004    | Crusader Kings                               | Paradox Development Studio                        | Windows                                                 |
| 2004    | Knights of Honor                             | Black Sea Studios                                 | Windows                                                 |
| 2005    | Hearts of Iron II                            | Paradox Development Studio                        | Windows                                                 |
| 2005    | Perimeter: Emperor's Testament               | KD Labs                                           | Windows                                                 |
| 2006    | Infinity Empire                              | Typhoon Games                                     | Windows                                                 |
| 2006    | Rush for Berlin                              | StormRegion                                       | Windows                                                 |
| 2006    | Galactic Civilizations II: Dread Lords       | Stardock                                          | Windows                                                 |
| 2006    | Take Command: 2nd Manassas                   | MadMinute Games                                   | Windows                                                 |
| 2006    | Silent Heroes                                | Dark Fox                                          | Windows                                                 |
| 2006    | Birth of America                             | AGEod                                             | Windows                                                 |
| 2007    | Galactic Assault: Prisoner of Power          | Wargaming.net                                     | Windows                                                 |
| 2007    | Tarr Chronicles                              | Quazar Studio                                     | Windows                                                 |
| 2007    | Lost Empire                                  | Pollux Gamelabs                                   | Windows                                                 |
| 2007    | Europa Universalis III                       | Paradox Development Studio                        | Windows                                                 |
| 2007    | Frontline: Fields of Thunder                 | Nival Interactive                                 | Windows                                                 |
| 2007    | Penumbra: Overture                           | Frictional Games                                  | Windows                                                 |
| 2007    | UFO: Extraterrestrials                       | Chaos Concept                                     | Windows                                                 |
| 2007    | Combat Mission: Shock Force                  | Battlefront                                       | Windows                                                 |
| 2007    | Birth of America II: Wars in America         | AGEod                                             | Windows                                                 |
| 2007    | Napoleon's Campaigns                         | AGEod                                             | Windows                                                 |
| 2007    | Ageod's American Civil War                   | AGEod                                             | Windows                                                 |
| 2008    | Mount & Blade                                | TaleWorlds                                        | Windows                                                 |
| 2008    | Dark Horizon                                 | Quazar Studio                                     | Windows                                                 |
| 2008    | Lost Empire: Immortals                       | Pollux Gamelabs                                   | Windows                                                 |
| 2008    | Europa Universalis: Rome                     | Paradox Development Studio                        | Windows                                                 |
| 2008    | Crusaders: Thy Kingdom Come                  | NeocoreGames                                      | Windows                                                 |
| 2008    | Trainz                                       | N3V Games                                         | Windows                                                 |
| 2008    | City Life 2008 Edition                       | Monte Cristo                                      | Windows                                                 |
| 2008    | Penumbra: Black Plague                       | Frictional Games                                  | Windows                                                 |
| 2008    | Supreme Ruler 2020                           | BattleGoat Studios                                | Windows                                                 |
| 2008    | World War One                                | AGEod                                             | Windows                                                 |
| 2009    | Hearts of Iron III                           | Paradox Development Studio                        | Windows                                                 |
| 2009    | East India Company                           | Nitro Games                                       | Windows                                                 |
| 2009    | King Arthur: The Role-playing Wargame        | NeocoreGames                                      | Windows                                                 |
| 2009    | Fort Zombie                                  | Kerberos Productions                              | Windows                                                 |
| 2009    | Restaurant Empire 2                          | Enlight Software                                  | Windows                                                 |
| 2009    | For the Glory                                | Crystal Empire Games                              | Windows                                                 |
| 2009    | Majesty 2: The Fantasy Kingdom Sim           | 1C Company                                        | Windows                                                 |
| 2009    | Elven Legacy                                 | 1C Company                                        | Windows                                                 |
| 2010    | Ship Simulator Extremes                      | VSTEP                                             | Windows                                                 |
| 2010    | Mount & Blade: Warband                       | TaleWorlds                                        | Windows                                                 |
| 2010    | Rise of Prussia                              | AGEod                                             | Windows                                                 |
| 2010    | Victoria II                                  | Paradox Development Studio                        | Windows                                                 |
| 2010    | Woody Two-Legs: Attack of the Zombie Pirates | Nitro Games                                       | Windows                                                 |
| 2010    | Commander: Conquest of the Americas          | Nitro Games                                       | Windows                                                 |
| 2010    | Lionheart: Kings' Crusade                    | NeocoreGames                                      | Windows                                                 |
| 2010    | Legio                                        | Mezmer Games                                      | Windows                                                 |
| 2010    | Achtung Panzer: Kharkov 1943                 | Graviteam                                         | Windows                                                 |
| 2010    | Lead and Gold: Gangs of the Wild West        | Fatshark                                          | PlayStation 3, Windows, Xbox 360                        |
| 2010    | Arsenal of Democracy                         | BL-Logic                                          | Windows                                                 |
| 2011    | Mount & Blade: With Fire & Sword             | TaleWorlds                                        | Windows                                                 |
| 2011    | Salem                                        | Seatribe                                          | Windows                                                 |
| 2011    | Sengoku: Way of the Warrior                  | Paradox Development Studio                        | Windows                                                 |
| 2011    | Hearts of Iron - The Card Game               | Paradox Development Studio                        | Windows                                                 |
| 2011    | Pirates of Black Cove                        | Nitro Games                                       | Windows                                                 |
| 2011    | Dreamlords                                   | LockPick Entertainment                            | Windows                                                 |
| 2011    | Sword of the Stars II: The Lords of Winter   | Kerberos Productions                              | Windows                                                 |
| 2011    | Darkest Hour                                 | Darkest Hour Team                                 | Windows                                                 |
| 2011    | Cities in Motion                             | Colossal Order                                    | Linux, OS X, Windows                                    |
| 2011    | Supreme Ruler Cold War                       | BattleGoat Studios                                | Windows                                                 |
| 2011    | Magicka                                      | Arrowhead Game Studios                            | Windows                                                 |
| 2011    | Pride of Nations                             | AGEod                                             | Windows                                                 |
| 2012    | Starvoid                                     | Zeal Game Studios                                 | Windows                                                 |
| 2012    | A Game of Dwarves                            | Zeal Game Studio                                  | PlayStation 3, Windows                                  |
| 2012    | Naval War: Arctic Circle                     | Turbo Tape Games                                  | Windows                                                 |
| 2012    | Gettysburg: Armored Warfare                  | Radioactive Software                              | Windows                                                 |
| 2012    | Crusader Kings II                            | Paradox Development Studio                        | Linux, OS X, Windows                                    |
| 2012    | King Arthur II: The Role-playing Wargame     | NeocoreGames                                      | Windows                                                 |
| 2012    | Defenders of Ardania                         | Most Wanted Entertainment                         | Windows                                                 |
| 2012    | War of the Roses                             | Fatshark                                          | Windows                                                 |
| 2012    | Warlock: Master of the Arcane                | 1C Company                                        | Windows                                                 |
| 2013    | Leviathan: Warships                          | Pieces Interactive                                | Android, iOS, OS X, Windows                             |
| 2013    | March of the Eagles                          | Paradox Development Studio                        | Windows                                                 |
| 2013    | Europa Universalis IV                        | Paradox Development Studio                        | Linux, OS X, Windows                                    |
| 2013    | Impire                                       | Cyanide Studios                                   | Windows                                                 |
| 2013    | Dungeonland                                  | Critical Studio                                   | Windows                                                 |
| 2013    | Cities in Motion 2                           | Colossal Order                                    | Linux, OS X, Windows                                    |
| 2013    | The Showdown Effect                          | Arrowhead Game Studios                            | Windows                                                 |
| 2014    | War of the Vikings                           | Fatshark                                          | Windows                                                 |
| 2014    | Ancient Space                                | CreativeForge Games                               | Windows                                                 |
| 2014    | Warlock II: The Exiled                       | 1C Company                                        | Windows                                                 |
| 2015    | Pillars of Eternity                          | Obsidian Entertainment                            | Linux, OS X, Windows                                    |
| 2015    | Cities: Skylines                             | Colossal Order                                    | Linux, OS X, Windows                                    |
| 2016    | Hearts of Iron IV                            | Paradox Development Studio                        | Linux, Microsoft Windows, OS X                          |
| 2016    | Stellaris                                    | Paradox Development Studio                        | Linux, Microsoft Windows, OS X, Playstation 4, Xbox One |
| 2016    | Tyranny                                      | Obsidian Entertainment                            | Linux, OS X, Windows                                    |
| 2017    | Steel Division: Normandy 44                  | Eugen Systems                                     | Windows                                                 |
| 2018    | BattleTech                                   | Harebrained Schemes                               | Linux, OS X, Windows                                    |
| 2018    | Surviving Mars                               | Haemimont Games                                   | Linux, OS X, PlayStation 4, Windows, Xbox One           |
| 2019    | Age of Wonders: Planetfall                   | Triumph Studios                                   | Windows, PlayStation 4, Xbox One                        |
| 2019    | Imperator: Rome                              | Paradox Development Studio                        | Linux, OS X, Windows                                    |

### Geannuleerde spellen
| Release     | Titel                                 | Ontwikkelaar               | Platform |
| ----------- | ------------------------------------- | -------------------------- | -------- |
| Geannuleerd | East vs. West – A Hearts of Iron Game | BL-Logic                   | Windows  |
| Geannuleerd | Heart of Empire: Rome                 | Deep Red Games             | Windows  |
| Geannuleerd | Mutant Chronicles Online              | Imaginations               | Windows  |
| Geannuleerd | Runemaster                            | Paradox Development Studio | Windows  |
| Geannuleerd | Magna Mundi                           | Universo Virtual           | Windows  |